# Tomasz Neugebauer
Tomasz Neugebauer (ur. 8 maja 2003 w Wodzisławiu Śląskim) – polski piłkarz występujący na pozycji pomocnika w polskim klubie Lechia Gdańsk.

## Kariera klubowa

### Kariera juniorska
Neugebauer rozpoczynał karierę grając w młodzieżowej drużynie Odry Wodzisław Śląski. Po ponad dziesięciu latach spędzonych w Odrze, Neugebauer dołączył do młodzieżowej drużyny Ruchu Chorzów.

### Ruch Chorzów
W 2020 roku dostał się do drużyny seniorskiej Ruchu Chorzów, debiutując w III lidze 8 sierpnia przeciwko Foto-Higiena Gać. Swojego pierwszego gola strzelił w meczu przeciwko Rekordowi Bielsko-Biała 5 maja 2021 roku. W zespole spędził 18 miesięcy podczas których zagrał w 44 meczach i strzelił 1 bramkę.

### Lechia Gdańsk
W grudniu 2021 ogłoszono, że Tomasz Neugebauer dołączy do Lechii Gdańsk. W Lechii zadebiutował w meczu przeciwko Wiśle Kraków (1:1), 5 marca 2022 roku. W sezonie 2022/23 zagrał w 3 meczach (dwóch ligowych i jednym meczu pucharu Polski) po czym został wypożyczony do Podbeskidzia Bielsko-Biała.

### Wypożyczenie do Podbeskidzia Bielsko-Biała
6 grudnia 2022 roku I ligowy zespół Podbeskidzie Bielsko-Biała ogłosił przejęcie Neugebauera wypożyczonego do końca sezonu. W Podbeskidziu zagrał w 15 meczach, w których zdobył  bramki. Zadebiutował 12 lutego 2023 roku w meczu przeciwko Odrze Opole. Bramki zdobył 6 kwietnia 2023 roku w meczu przeciwko swojemu byłemu klubowi, Ruchowi Chorzów (2:2) oraz 3 czerwca 2023 roku w meczu przeciwko Resovii Rzeszów.

### Powrót do Lechii
Po skończonym sezonie 2022/2023 Tomasz powrócił do Lechii Gdańsk. W rundzie jesiennej sezonu 2023/2024 zagrał w 17 meczach ligowych i jednym meczu pucharu Polski i zdobył 3 bramki.

## Kariera reprezentacyjna

### Polska U-19
28 września 2021 roku został powołany do reprezentacji Polski U-19. Zadebiutował 6 października 2021 roku w meczu eliminacji do mistrzostw Europy U-19, przeciwko reprezentacji Finlandii U-19. W reprezentacji U-19 zagrał łącznie 3 mecze i nie zdobył żadnej bramki.

### Polska U-20
W 2022 roku został powołany do reprezentacji Polski U-20. 23 września 2022 roku zadebiutował w meczu przeciwko reprezentacji Niemiec U-20. W reprezentacji U-20 zagrał łącznie 10 meczów i nie zdobył żadnej bramki.

### Polska U-21
27 maja 2024 został powołany do reprezentacji Polski U-21. Zadebiutował 1 czerwca 2024 w meczu przeciwko reprezentacji Macedonii Północnej U-21.

## Statystyki

### Klubowe
(aktualne na dzień 2 marca 2025)
| Klub                              | Sezon              | Liga               | Liga  | Liga   | Puchar kraju | Puchar kraju | Europa | Europa | Suma  | Suma   |
| Klub                              | Sezon              | Liga               | Mecze | Bramki | Mecze        | Bramki       | Mecze  | Bramki | Mecze | Bramki |
| --------------------------------- | ------------------ | ------------------ | ----- | ------ | ------------ | ------------ | ------ | ------ | ----- | ------ |
| Ruch Chorzów                      | 2020/21            | III liga           | 27    | 1      | –            | –            | –      | –      | 27    | 1      |
| Ruch Chorzów                      | 2021/22            | II liga            | 17    | 0      | –            | –            | –      | –      | 17    | 0      |
| Ogólnie                           | Ogólnie            | Ogólnie            | 44    | 1      | –            | –            | –      | –      | 44    | 1      |
| Lechia Gdańsk                     | 2021/22            | Ekstraklasa        | 1     | 0      | –            | –            | –      | –      | 1     | 0      |
| Lechia Gdańsk                     | 2022/23            | Ekstraklasa        | 2     | 0      | 1            | 0            | –      | –      | 3     | 0      |
| Lechia Gdańsk                     | 2023/24            | I liga             | 31    | 7      | 1            | 0            | –      | –      | 32    | 7      |
| Lechia Gdańsk                     | 2024/25            | Ekstraklasa        | 17    | 1      | 1            | 0            | –      | –      | 18    | 1      |
| Ogólnie                           | Ogólnie            | Ogólnie            | 51    | 8      | 3            | 0            | –      | –      | 54    | 8      |
| Podbeskidzie Bielsko-Biała (wyp.) | 2022/23            | I liga             | 15    | 2      | –            | –            | –      | –      | 15    | 2      |
| Ogólnie                           | Ogólnie            | Ogólnie            | 15    | 2      | –            | –            | –      | –      | 15    | 2      |
| Ogólnie w karierze                | Ogólnie w karierze | Ogólnie w karierze | 110   | 11     | 3            | 0            | –      | –      | 113   | 11     |

### Reprezentacyjne
(aktualne na dzień 1 czerwca 2024)
| Reprezentacja | Rok     | Mecze | Bramki |
| ------------- | ------- | ----- | ------ |
| Polska U-19   |         |       |        |
| 2021          | 3       | 0     |        |
| Ogólnie       | Ogólnie | 3     | 0      |
| Polska U-20   |         |       |        |
| 2022          | 3       | 0     |        |
| 2023          | 5       | 0     |        |
| 2024          | 2       | 0     |        |
| Ogólnie       | Ogólnie | 10    | 0      |
| Polska U-21   |         |       |        |
| 2024          | 1       | 0     |        |
| Ogólnie       | Ogólnie | 1     | 0      |

| Mecze i gole w reprezentacji | Mecze i gole w reprezentacji | Mecze i gole w reprezentacji | Mecze i gole w reprezentacji | Mecze i gole w reprezentacji | Mecze i gole w reprezentacji | Mecze i gole w reprezentacji | Mecze i gole w reprezentacji         |
| Lp.                          | Data                         | Miejsce                      | Gospodarz                    | Gość                         | Wynik                        | Gol                          | Rozgrywki                            |
| ---------------------------- | ---------------------------- | ---------------------------- | ---------------------------- | ---------------------------- | ---------------------------- | ---------------------------- | ------------------------------------ |
| 1.                           | 06.10.2021                   | Grodzisk Wielkopolski        | Polska U-19                  | Finlandia U-19               | 1:3                          |                              | Eliminacje do Mistrzostw Europy U-19 |
| 2.                           | 09.10.2021                   | Swarzędz                     | Polska U-19                  | Malta U-19                   | 4:0                          |                              | Eliminacje do Mistrzostw Europy U-19 |
| 3.                           | 12.10.2021                   | Grodzisk Wielkopolski        | Polska U-19                  | Ukraina U-19                 | 2:2                          |                              | Eliminacje do Mistrzostw Europy U-19 |
| 1.                           | 23.09.2022                   | Unterhaching                 | Niemcy U-20                  | Polska U-20                  | 2:1                          |                              | U20 Elite League                     |
| 2.                           | 27.09.2022                   | Stalowa Wola                 | Polska U-20                  | Portugalia U-20              | 3:1                          |                              | U20 Elite League                     |
| 3.                           | 21.11.2022                   | Arad                         | Rumunia U-20                 | Polska U-20                  | 2:0                          |                              | U20 Elite League                     |
| 4.                           | 24.03.2023                   | Sosnowiec                    | Polska U-20                  | Czechy U-20                  | 0:1                          |                              | U20 Elite League                     |
| 5.                           | 08.09.2023                   | Łomża                        | Polska U-20                  | Portugalia U-20              | 4:0                          |                              | U20 Elite League                     |
| 6.                           | 11.09.2023                   | Legnica                      | Polska U-20                  | Niemcy U-20                  | 1:1                          |                              | U20 Elite League                     |
| 7.                           | 13.10.2023                   | Catanzaro                    | Włochy U-20                  | Polska U-20                  | 1:0                          |                              | U20 Elite League                     |
| 8.                           | 17.11.2023                   | Pardubice                    | Czechy U-20                  | Polska U-20                  | 0:1                          |                              | U20 Elite League                     |
| 9.                           | 22.03.2024                   | Białystok                    | Polska U-20                  | Anglia U-20                  | 1:5                          |                              | U20 Elite League                     |
| 10.                          | 26.03.2024                   | Târgoviște                   | Rumunia U-20                 | Polska U-20                  | 1:1                          |                              | U20 Elite League                     |
| 1.                           | 01.06.2024                   | Radom                        | Polska U-21                  | Macedonia Północna U-21      | 1:2                          |                              | Mecz towarzyski                      |